# Ateloglutus nitens
Ateloglutus nitens är en tvåvingeart som beskrevs av Aldrich 1934. Ateloglutus nitens ingår i släktet Ateloglutus och familjen parasitflugor. Inga underarter finns listade i Catalogue of Life.